# Ourapteryx contronivea
Ourapteryx contronivea är en fjärilsart som beskrevs av Inoue. Ourapteryx contronivea ingår i släktet Ourapteryx och familjen mätare. Inga underarter finns listade i Catalogue of Life.